# Thomas Mensah
Pour les articles homonymes, voir Mensah.
 (juin 2025).
La mise en forme du texte ne suit pas les recommandations de Wikipédia : il faut le « wikifier ».
Les points d'amélioration suivants sont les cas les plus fréquents. Le détail des points à revoir est peut-être précisé sur la page de discussion.
- Les titres sont pré-formatés par le logiciel. Ils ne sont ni en capitales, ni en gras.
- Le texte ne doit pas être écrit en capitales (les noms de famille non plus), ni en gras, ni en italique, ni en « petit »…
- Le gras n'est utilisé que pour surligner le titre de l'article dans l'introduction, une seule fois.
- L'italique est rarement utilisé : mots en langue étrangère, titres d'œuvres, noms de bateaux, etc.
- Les citations ne sont pas en italique mais en corps de texte normal. Elles sont entourées par des guillemets français : « et ».
- Les listes à puces sont à éviter, des paragraphes rédigés étant largement préférés. Les tableaux sont à réserver à la présentation de données structurées (résultats, etc.).
- Les appels de note de bas de page (petits chiffres en exposant, introduits par l'outil «  Source ») sont à placer entre la fin de phrase et le point final[comme ça].
- Les liens internes (vers d'autres articles de Wikipédia) sont à choisir avec parcimonie. Créez des liens vers des articles approfondissant le sujet. Les termes génériques sans rapport avec le sujet sont à éviter, ainsi que les répétitions de liens vers un même terme.
- Les liens externes sont à placer uniquement dans une section « Liens externes », à la fin de l'article. Ces liens sont à choisir avec parcimonie suivant les règles définies. Si un lien sert de source à l'article, son insertion dans le texte est à faire par les notes de bas de page.
- La présentation des références doit suivre les conventions bibliographiques. Il est recommandé d'utiliser les modèles {{Ouvrage}}, {{Chapitre}}, {{Article}}, {{Lien web}} et/ou {{Bibliographie}}. Le mode d'édition visuel peut mettre en forme automatiquement les références.
- Insérer une infobox (cadre d'informations à droite) n'est pas obligatoire pour parachever la mise en page.

Pour une aide détaillée, merci de consulter Aide:Wikification.
Si vous pensez que ces points ont été résolus, vous pouvez retirer ce bandeau et améliorer la mise en forme d'un autre article.
Thomas Owusu Mensah, est né en 1950 à Kumasi au Ghana et mort le 27 mars 2024, était un ingénieur chimiste et inventeur ghanéen-américain (en) qui a contribué au développement de la fabrication de fibres optiques et de la nanotechnologie. Il détenait 14 brevets et a été intronisé à l'Académie nationale des inventeurs des États-Unis (en) en 2015. En 2017, Mensah a été rédacteur en chef du manuel Nanotechnology Commercialization, publié par John Wiley & Sons.

## Jeunesse et éducation
Thomas Mensah est né à Kumasi au Ghana en 1950 . Son père, JK Mensah, était un marchand qui expédiait des produits à base de cacao aux fabricants de chocolat en France. Mensah parlait couramment le français et a remporté le concours national de français organisé à Accra, au Ghana, au niveau ordinaire (1968) et au niveau avancé (1970).
Mensah a fréquenté l'Adisadel College à Cape Coast, au Ghana, et a terminé ses études de premier cycle en génie chimique à l'Université des sciences et technologies Kwame Nkrumah à Kumasi. Il a ensuite reçu une bourse du gouvernement français pour étudier à l'Université de Montpellier en France. Pendant son séjour, il a participé à un programme au Massachusetts Institute of Technology (MIT) et a reçu un certificat en modélisation et simulation de processus chimiques du MIT en 1977. Un an plus tard, Mensah a obtenu son doctorat en génie chimique de l'Université de Montpelier.

## Carrière
Mensah a travaillé chez Air Products and Chemicals de 1980 à 1983.
En 1983, il rejoint Corning Glass Works, travaillant dans la recherche sur la fibre optique à Sullivan Park, New York. Les chercheurs de Corning avaient précédemment développé une fibre optique avec une perte inférieure à la limite d'atténuation cruciale de 20 dB/km, mais les fibres ne pouvaient pas être fabriquées à des vitesses supérieures à 2 mètres par seconde. Mensah a amélioré le processus de fabrication grâce à une série d'innovations, augmentant la vitesse de fabrication à 20 mètres par seconde en 1985 . Cela a rendu le coût de la fibre optique comparable à celui des conducteurs en cuivre (en) traditionnels. Mensah a reçu le prix Corning Glass Works Individual Outstanding Contributor Award pour ce travail en 1985. Ses travaux ont finalement permis d’augmenter la vitesse de fabrication au-dessus de 50 m/s. Le 24 février 2017, WTOC-TV (en) News a diffusé un segment pour le Mois de l'histoire des Noirs sur le travail de Mensah sur la fibre optique et son impact sur Internet.
Mensah a rejoint Bell Laboratories en 1986, où il a dirigé un programme visant à développer les premières armes guidage par laser (en) pour le programme de missiles guidés du ministère américain de la Défense. Ce programme a permis le développement de missiles voyageant à la vitesse du son (Mach 1).
Mensah était président et directeur général de Georgia Aerospace Systems, qui fabrique des structures nanocomposites utilisées dans les missiles et les avions pour le ministère de la Défense des États-Unis,.
Mensah a siégé au conseil d'administration de plusieurs organisations, notamment le conseil d'administration national de l'AIChE (1987-1990), et a été administrateur du conseil d'administration de la Fondation AIChE et membre du conseil d'administration du NASA Space Grant Consortium au Georgia Institute of Technology. Il a été élu membre de la Académie nationale des inventeurs (en) en 2014.
Mensah était président d'Entertainment Arts Research Inc, une société de conception de jeux vidéo et de réalité virtuelle.
Dès le début de l'année 2016, il a travaillé à la création d'une « Silicon Valley du Sud » dans l'État américain du Texas.

## La mort
Mensah est décédé à Kumasi, au Ghana, le 27 mars 2024, à l'âge de 74 ans.

## Récompenses
Mensah a reçu plusieurs prix, dont le Turner's Trumpet Award pour l'innovation en fibre optique, le Prix Percy L. Julian, le Golden Torch Award, qui est la plus haute distinction décernée par Société nationale des ingénieurs noirs (en), le William Grimes Award et le prix Eminent Engineers de l'AIChE. Il était également membre de l'AIChE 100. En décembre 2017, il a reçu le prix Kwame Nkrumah du génie africain en science/technologie et innovation au Ghana.
Le 23 novembre 2017, Mensah a prononcé la 10e conférence Robert Patrick Baffour (en) à l'Université des sciences et technologies Kwame Nkrumah, où il a reçu un doctorat honorifique en sciences après la conférence. En novembre 2015, il a reçu le prix International Business Leadership Award du magazine African Leadership à Atlanta, en Géorgie, aux États-Unis. Il a été présenté dans l'édition d'octobre 2006 ' magazine Ebony et dans les éditions d'octobre 2008, mars 2009 et mars 2015 ' magazine Chemical Engineering Progress.
Mensah a fait partie du comité de visite en génie chimique du Massachusetts Institute of Technology de 1988 à 1992. Il est l'auteur de quatre livres : Fiber Optics Engineering en 1987, Superconductor Engineering en 1992, son autobiographie The Right Stuff Comes in Black, Too en 2013 et Nanotechnology Commercialization en 2017. Au premier trimestre 2015, le gouvernement de l’État américain de Géorgie a adopté une résolution de la Chambre des représentants pour féliciter Mensah et ses œuvres.